# Toro (Uganda)
Toro – jedno z tradycyjnych królestw tworzących Ugandę.

## Historia
Królestwo powstało w 1830 w wyniku rebelii w królestwie Bunyoro. W 1876 przyłączone ponownie do Bunyoro, ponownie niepodległe od 1891. Zlikwidowane w 1967, odnowione w 1993.
W latach 1963–1994 od Toro oddzielone było królestwo Rwenzururu.

## Królowie Toro
- Olimi I – 1830–po 1860
- Ruhaga of Toro – po 1860
- Kyebambe I – po 1860–1870
- Rukidi I – 1870–1871
- Kyebambe I – 1871–1872
- Olimi II – 1872–po 1872
- Kyebambe II – po 1872
- Rukidi II – po 1872
- Rububi Kyebambe III – po 1872
- Kakende – po 1872–1876
  - Część Bunyoro 1876–1891
- Kyebambe IV – 1891–1928
- Rukidi III – 1929–1965
- Olimi III – 1965–1967
  - Zlikwidowane 1967–1993
- Olimi III – 1993–1995
- Rukidi IV – 1995–